# 지방도 제424호선
지방도 제424호선은 강원특별자치도 홍천군 내면 자운 교차로에서 평창군, 정선군, 태백시를 거쳐 삼척시 근덕면 교가리를 잇는 강원특별자치도의 지방도이다. 2012년 본래 구간이었던 하장면 역둔리 ~ 장전리 ~ 미로면 구간이 국가지원지방도 제28호선으로 지정되면서 지방도 제412호선과 통합되었다. 또한 홍천군과 평창군 사이 구간에 보래령터널의 개통으로 총 연장이 약 3km가 감소하였다. 2011년 12월 6일에는 삼척시 노곡면 하월산리와 근덕면 교곡리를 연결하는 길이 1143m의 들입재터널이 개통되었다.

## 역사
- 2001년 2월 24일 : 댓재 산사태 구간 복구 및 굴곡 선형 개량공사로 삼척시 미로면 활기리 301m 구간 도로구역 변경[2]
- 2001년 6월 16일 : 새추거리 ~ 도원동간 도로 확포장공사로 인해 평창군 대화면 하안미리 1.34 km 구간 도로구역 변경[3]
- 2002년 4월 6일 : 봉평 ~ 내면간 도로 확포장공사로 인해 평창군 봉평면 덕거리 ~ 홍천군 내면 자운리 8.36 km 구간 도로구역 변경[4]
- 2003년 2월 15일 : 노선 폐지 및 재지정[5]
- 2011년 3월 2일 : 평창군 봉평면 덕거리 ~ 홍천군 내면 자운리 구간(보래령터널 포함) 8.36 km 구간 개통.[6]
- 2012년 8월 30일 : 태백시 삼수동 ~ 삼척시 도계읍 늑구리(건의령터널 포함) 8.42 km 구간 개통.[7]
- 2014년 9월 5일 : 삼척시 노곡면 하월산리 ~ 근덕면 교가리 6.854 km 구간 개통, 들입재고개 4.097 km 구간 폐지.[8]
- 2016년 1월 7일 : 평창군 봉평면 창동리 ~ 덕거리 5.43 km 구간 개통, 기존 평창군 봉평면 원길리 ~ 덕거리 5.01 km 구간 폐지[9]
- 2018년 12월 31일 : 금안 ~ 상안미간 도로(평창군 봉평면 유포리 ~ 대화면 개수리) 8.14 km 구간 확장 개통, 기존 1.0 km 구간 폐지[10]

## 주요 경유지
- 홍천군
  - 내면 자운 교차로 - 조항교 - 청계8교 - 청계7교 - 자운리 - 청계6교 - 청계5교 - 청계4교 - 청계3교 - 청계2교 - 청계1교 - 보래령터널(2,050m)
- 평창군
  - 봉평면 보래령터널(2,050m) - 덕거6교 - 덕거5교 - 덕거4교 - 덕거3교 - 덕거리 - 봉평달빛극장(구 덕거초등학교) - 덕거2교 - 덕거1교 - 원길리 - 창동리 - (흥정천교 남단) - 평촌리
  - 용평면 백옥포리 - 백옥삼거리 - 백옥포교 남단 - 백옥포교 - 한국전통음식문화체험관
  - 봉평면 등매초등학교(폐교) - 등매교 - (1차선 구간 : 유포리 - 유포교)
  - 대화면 (1차선 구간 : 유포교 - 금당교) - 어름치캠프학교(구 대화초등학교 개수분교) - 개수교 - 개수리 -  상안미리 - 사초교 - 하안미사거리 - 하안미리 - 도원교 - 가평초등학교 - (미개통 구간 : 신전교 - 갈번재교 - 벽파령)

- 정선군

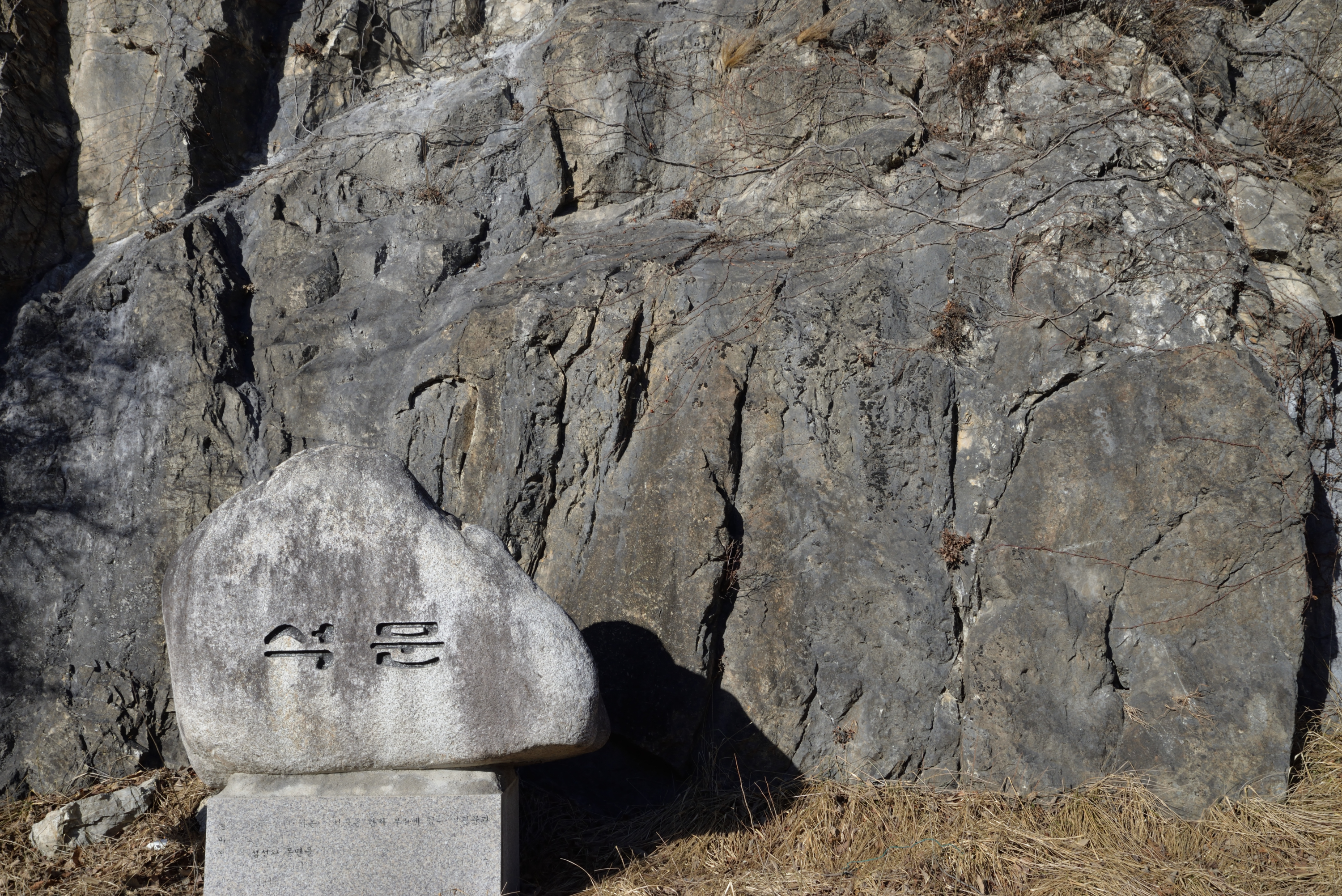
정선군 화암면 석곡리 석문고개

  - 정선읍 (미개통 구간 : 벽파령 - 가리왕산자연휴양림) - 회동리 - 월평교 - 용탄리 - 용탄대교 - 솔치재 - 용탄삼거리 - 북실삼거리 - 정선시외버스터미널 - 현대아파트삼거리 - 정선1교삼거리 - 애산 교차로 - 범바위교 - 와평1교 - 신월 교차로 - 까칠재터널(377m) - 월통1교 - 월통 교차로 - 덕우삼거리 - 덕우리
  - 석문고개 - 화암면 석곡리 - 오산치 - 정선향토박물관 - 화암교 - 화암리 - 화암2교 - 정선소금강계곡 - 몰운리 - (제동교앞 삼거리) - 정선미술관(구 화동초등학교 선동분교) - 호촌리 - 백전2교 - 백전교 - (합수거리)
- 삼척시
  - 하장면 대전리 - 역둔리 - 하장초등학교 역둔분교 - 하장면 행정복지센터 역둔출장소 - 역둔1교 - 둔전리 - 어리1교 - 어리2교 - 어리3교 - 어리4교 - 어리5교 - 어리6교 - 어리7교 - 어리
- 태백시
  - 삼수동 미동초등학교 - 원동2교 - 원동1교 - (상사미교 남단) - 건의령터널(395m)
- 삼척시
  - 도계읍 건의령터널(395m) - 점리 - 늑구리 - 늑구교 - 늑구2 교차로 - 고사 교차로 - 소달 교차로 - 고사1터널 (상행 585m, 하행 550m) - (교량) - 고사2터널 (상행 625m, 하행 590m) - (교량) - 발이터널 (상행 347m, 하행 410m) - (교량) - (교량) - 마차1터널 (상행 436m, 하행 435m)
  - 신기면 마차1터널 (상행 436m, 하행 435m) - (교량) - (교량) - 마차 교차로 - 순미실교 - 대평 교차로 - 대평삼거리 - 안의리 - 신기터미널 - 신동육교 - 강원종합박물관 - 신기1교 - 신기2교 - 신기육교 - 신기3교 - 신기4교
  - 미로면 천기육교 - 활기삼거리 - 천기1교 - 천기2교 - 천기3교 - 천기삼거리 - 천기리 - 동무1교
  - 노곡면 동무2교 - 동무3교 - 상천기교 - 상천기리 - 논골교 - 대철1교 - 대철2교 - 지심터1교 - 지심터2교 - 하반천교 - 하반천리 - 상반천리 - 고자리 - 방수교 - 하월산교 - 노곡면 행정복지센터 - 하월산1교 - 하월산리 - 하월산2교 - 하월산3교 - 들입재터널(1,143m)
  - 근덕면 들입재터널(1,143m) - 재밑 교차로 - 교곡리 - 교곡 교차로 - 파인밸리CC - 도원3교 - 도원2교 - 도원1교 - 무릉교 - 교가리 (구 국도 제7호선과 교차)

## 중복 구간
- 평창군 봉평면 (흥정천교 남단) ~ 용평면 백옥삼거리 : 국도 제6호선과 중복
- 정선군 정선읍 용탄삼거리 ~ 정선1교삼거리 : 국도 제42호선과 중복
- 정선군 정선읍 용탄삼거리 ~ 애산 교차로 : 국도 제59호선과 중복
- 정선군 정선읍 월통 교차로 ~ 덕우삼거리 : 국도 제59호선과 중복
- 정선군 화암면 화암2교 북단 ~ 제동교 동단 : 지방도 제421호선과 중복
- 정선군 화암면 (합수거리) ~ 삼척시 하장면 하장면 행정복지센터 역둔출장소 : 국가지원지방도 제28호선과 중복
- 태백시 삼수동 (원동1교 동단) ~ (상사미교 남단) : 국도 제35호선과 중복
- 삼척시 도계읍 늑구2 교차로 ~ 신기면 대평 교차로 : 국도 제38호선과 중복

## 도로명
- 홍천군 내면 자운 교차로 ~ 평창군 봉평면 창동리 : 보래령로
- 평창군 봉평면 창동리 ~ 원길교 동단 : 평창북로
- 평창군 봉평면 원길교 동단 ~ (흥정천교 남단) : 애강나무길
- 평창군 봉평면 (흥정천교 남단) ~ 용평면 백옥삼거리 : 경강로
- 평창군 용평면 백옥삼거리 ~ 백옥포교 남단 : 태기로
- 평창군 용평면 백옥포교 남단 ~ 대화면 하안미사거리 : 금당계곡로
- 평창군 대화면 하안미사거리 ~ 벽파령 : 가평로
- 정선군 정선읍 벽파령 ~ 용탄삼거리 : 가리왕산로
- 정선군 정선읍 용탄삼거리 ~ 정선1교삼거리 : 정선로
- 정선군 정선읍 정선1교삼거리 ~ 덕우삼거리 : 칠현로
- 정선군 정선읍 덕우삼거리 ~ 화암면 (합수거리) : 소금강로
- 정선군 화암면 (합수거리) ~ 삼척시 하장면 하장면 행정복지센터 역둔출장소 : 오두재로
- 삼척시 하장면 하장면 행정복지센터 역둔출장소 ~ 태백시 삼수동 (원동1교 동단) : 역둔원동로
- 태백시 삼수동 (원동1교 동단) ~ (상사미교 남단) : 백두대간로
- 태백시 삼수동 (상사미교 남단) ~ 삼척시 도계읍 늑구2 교차로 : 건의령로
- 삼척시 도계읍 늑구2 교차로 ~ 미로면 천기삼거리 : 강원남부로
- 삼척시 미로면 천기삼거리 ~ 근덕면 교가리 : 미근로